# Corydalis flaccida
Corydalis flaccida är en vallmoväxtart som beskrevs av Joseph Dalton Hooker och Thoms.. Corydalis flaccida ingår i släktet nunneörter, och familjen vallmoväxter. Inga underarter finns listade i Catalogue of Life.